# Anemia cuneata
Anemia cuneata är en ormbunkeart som beskrevs av Eduard Friedrich Poeppig och Kurt Sprengel. Anemia cuneata ingår i släktet Anemia och familjen Anemiaceae. Inga underarter finns listade.